# Hakim Boumsaoudi
Hakim Boumsaoudi est un acteur tunisien connu pour son rôle de Néjah Ben Salem dans la série télévisée Maktoub.

## Filmographie

### Cinéma

#### Longs métrages
- 2009 : Le Fil de Mehdi Ben Attia
- 2014 : Printemps tunisien de Raja Amari
- 2016 : Hedi, un vent de liberté de Mohamed Ben Attia : Ahmed
- 2016 : Fleur d'Alep de Ridha Béhi

#### Courts métrages
- 2008 : Allô de Madih Belaïd
- 2008 : Maradona de Faouzi Larbi Senoussi
- 2010 : Prestige de Walid Tayaa
- 2011 : Pourquoi moi ? d'Amine Chiboub[2]
- 2021 : Anestou Hannibal de Mohamed Ali Nahdi et Akram Mag : Cesar

### Télévision

#### Séries
- 2008 : Sayd Errim d'Ali Mansour
- 2008 : Weld Ettalyena de Nejib Belkadhi
- 2009 : Who Was Jesus d'Alexander Marengo
- 2012 : L'isola (it) d'Alberto Negrin
- 2012-2014 : Maktoub de Sami Fehri : Néjah Ben Salem
- 2016 : Embouteillage de Walid Tayaa
- 2016 : Bolice 2.0 de Majdi Smiri
- 2017-2018 : Jnoun El Qayla (ar) d'Amine Chiboub
- 2018 : 7 sbaya de Khalfallah Kholsi
- 2019 : Sohba Ghir Darjine 2.0 de Hamza Messaoudi
- 2019 : El Maestro de Lassaad Oueslati
- 2021 : Harga (ar) de Lassaad Oueslati : Siraj
- 2021 : Awled El Ghoul (ar) de Mourad Ben Cheikh : Hédi

#### Émissions
- 2014 : L'anglizi (épisode 11) sur Tunisna TV

### Vidéos
- 2011 : spots publicitaires pour la crème dessert Danette de Danone
- 2013 : Matadhrabnich (Ne me frappe pas), campagne pour la réforme du système policier